# بلقیس احمد فتحی
بلقیس احمد فتحی (بلقیس أحمد فتحی؛ زادهٔ ۲۰ اکتبر ۱۹۸۴) یک خواننده و بازیگر اهل امارات متحده عربی است.

## زندگی
وی از یک هنرمند یمنی به نام احمد فتحی و مادری اماراتی متولد شد. وی بیشتر عمرش را در امارات متحده عربی و ابوظبی گذراند و شناسنامهٔ امارات متحده عربی در سال ۲۰۱۲ به وسیلهٔ رئیس کشور امارات متحده عربی، خلیفه بن زاید آل نهیان دریافت کرد.

### زندگی خانوادگی
در اکتبر ۲۰۱۲ با بازیکن فوتبال عربستانی نایف هزازی نامزد کرد و در فوریه ۲۰۱۳ نامزدیشان را فسخ کردند. او‌ در سال ۲۰۱۶ ازدواج کرد و اکنون صاحب یک فرزند می‌باشد.

## آلبوم‌ها
| انتشار | آلبوم     | آهنگ‌ها |
| ------ | --------- | --- |
| ۲۰۱۲   | مجنون     | مجنون، هذا منو، احب السعودیة، القلب وما یهوی، دقوا خبیتی، حسبی الله علیک، أربع دقایق، ما طلبت البعد، علی راحتک، طابت جروحی، وش فیه متغیر، معذبی هو، مرار |
| ۲۰۱۵   | زی ما انا | زی ما أنا، مبـروک، أمت مت، یاخی، إنتـا، غرام، لیـه صار حبـک، مادریت، یوی یوی، الرجولة، أمبـیه، التـاج، تتـربی فی عزک، دی جی                              |

### آهنگ‌های تکی
- یا هوا (ای عشق)
- مسألة سهلة (معادله‌ای آسان)
- رد قلبی (پاسخ دلم)
- اللوامة
- احساس
- اول احساس الغرام (نخستین احساس عاشق شدن)
- یا کل الحب (ای همهٔ عاشقی)
- قدر قدر
- أن یحرمونا
- غلا غلا
- حبیبی تعال (عشقم بیا)
- أنا راضی (من راضیم)
- یا هزال
- أرجوک أرجوک (لطفاً لطفاً)
- حبایب عیونی
- متیم
- (به عربی: أنت بدی) (خودت شروع کردی)
- درب الوفاء
- أنت وقلبی (تو و قلب من)
- دیوان الشعر
- الصباح
- یابوی أنا مقدر
- سهرت اللیالی (شب زنده‌داری کردم)
- عنک سألنی
- ساحر القلب (دیوانه‌کنندهٔ قلب)
- سیدی (سرورم)
- سلام
- صاحب الخال
- خیره
- الدی جی.
- مفارقک غیر
- بسک عناد
- حاولت أغیر (تلاش کردم تغییر کنم)

### کنسرت‌ها
- ۲۰۱۳:  قطر - «جشنواره بهار خرید واقف»
- ۲۰۱۳:  بریتانیا
- ۲۰۱۳:  کویت - «به مناسبت عید قربان»
- ۲۰۱۴:  امارات متحده عربی جشنواره خرید دبی
- ۲۰۱۴:  کویت - «جشنواره هلا فبرایر»
- ۲۰۱۴:  عمان - «جشنواره مسقط»[۴]
- ۲۰۱۴:  قطر - جشنواره خرید واقف
- ۲۰۱۵:  امارات متحده عربی - جشنواره خرید دبی

نوامبر ۲۰۱۷ هتل هیلتون. جده-عربستان سعودی. در حضور ۳۰۰۰ زن.

## جوایز
- ۲۰۱۱: جائزهٔ لقب خوش صداترین زن جوان در نظرسنجی دو روزنامه زهرة الخلیج و الصدا.
- ۲۰۱۴: جائزهٔ لقب خوش صداترین زن جوان در نظرسنجی روزنامه زهرة الخلیج برای بار دوم.